# 天主教哈勒爾宗座代牧區
埃塞俄比亞哈勒爾宗座代牧區 （拉丁語：Vicariatus Apostolicus Hararensis）是埃塞俄比亞一個羅馬天主教宗座代牧區，直屬教廷。成立於1846年5月4日。
代牧區範圍包括埃塞俄比亞東部，教座位於哈勒爾。2010年有教友23,600人、十八個堂區、廿七名司鐸。現任宗座代牧為沃爾德滕賽·蓋布雷喬治斯。